# Diócesis de Taizhou
La diócesis de Taizhou o de Taichow (en latín: Dioecesis Taeceuvensis y en chino: 天主教台州教区) es una circunscripción eclesiástica de la Iglesia católica en China. Se trata de una diócesis latina, sufragánea de la arquidiócesis de Hangzhou. Desde el 25 de septiembre de 2016 es sede vacante, aunque para el Anuario Pontificio lo es desde el 28 de agosto de 1962.

## Territorio y organización
La diócesis tiene 3135 km² y extiende su jurisdicción sobre los fieles católicos de rito latino residentes en parte de la provincia de Zhejiang.
La sede de la diócesis se encuentra en el distrito de Jiaojiang en la ciudad prefectura de Taizhou, en donde se halla la Catedral del Sagrado Corazón de Jesús.
Para 1950 el Anuario Pontificio no publicó el número de parroquias. Existen comunidades católicas en los distritos de Jiaojiang, en donde hay un santuario mariano diocesano, Huangyan, Wenling y Yuhuan.

## Historia
El vicariato apostólico de Taizhou (Taichow) fue erigido el 10 de agosto de 1926 con el breve Supremi apostolatus del papa Pío XI, obteniendo el territorio del vicariato apostólico de Ningbo (hoy diócesis de Ningbo). Joseph Hu Jo-shan (Ruoshan) fue uno de los primeros seis obispos chinos ordenados por Pío XI el 28 de octubre de 1926.
El 11 de abril de 1946 el vicariato apostólico fue elevado a diócesis (de Taizhou o Linhai o Taíchow) con la bula Quotidie Nos del papa Pío XII.
En 1949 el Partido Comunista de China capturó Zhejiang, se impuso en la guerra civil y proclamó la República Popular China el 1 de octubre de 1949. El 4 de septiembre de 1951 China comunista expulsó al nuncio apostólico Antonio Riberi y la Santa Sede continuó reconociendo a la República de China en Taiwán como el legítimo gobierno chino. Todos los misioneros extranjeros fueron expulsados de China comunista en 1952.
La Asociación Patriótica Católica China fue creada con el apoyo de la Oficina de Asuntos Religiosos de la República Popular de China en 1957, con el objetivo de controlar las actividades de los católicos en China. Su nombre público es Iglesia católica china y es referida como la "Iglesia oficial" en contraposición a la "Iglesia subterránea" o "Iglesia clandestina" leal a la Santa Sede.
Después de la muerte de Joseph Hu Jo-shan (Ruoshan), la diócesis ya no tenía obispos, ni oficiales ni clandestinos.
En el período de 1966 a 1976 la Revolución Cultural se ensañó especialmente contra la religión, destruyéndose numerosas iglesias y cesaron todas las actividades religiosas en la diócesis. La diócesis reasumió sus actividades en la década de 1980.
El 10 de julio de 2010 Antonio Xu Jiwei, ya administrador apostólico de la misma diócesis desde 1999, fue ordenado obispo después de casi cincuenta años; Xu gobernó la diócesis hasta su muerte en septiembre de 2016.
El 22 de septiembre de 2018 se firmó en Pekín el Acuerdo provisional entre la Santa Sede y la República Popular de China sobre el nombramiento de los obispos. El 22 de octubre de 2020 el acuerdo fue prorrogado por otros dos años y en octubre de 2022 por otros dos años más.
Debido a la situación particular de la Iglesia católica en China, la Santa Sede no nombra obispos para las diócesis chinas, que son sedes oficialmente vacantes incluso en presencia de obispos reconocidos por Roma.

## Estadísticas
Según el Anuario Pontificio 2002 la diócesis tenía a fines de 1950 un total de 7734 fieles bautizados.
| Año                                                                             | Población            | Población | Población      | Sacerdotes | Sacerdotes    | Sacerdotes    | Bautizados por sacerdote | Diáconos permanentes | Religiosos | Religiosos | Parroquias |
| Año                                                                             | Bautizados católicos | Total     | % de católicos | Total      | Clero secular | Clero regular | Bautizados por sacerdote | Diáconos permanentes | Varones    | Mujeres    | Parroquias |
| ------------------------------------------------------------------------------- | -------------------- | --------- | -------------- | ---------- | ------------- | ------------- | ------------------------ | -------------------- | ---------- | ---------- | ---------- |
| 1950                                                                            | 7734                 | 2 000     | 0.4            | 17         | 14            | 3             | 454                      |                      |            |            |            |
| Fuente: Catholic-Hierarchy, que a su vez toma los datos del Anuario Pontificio. |                      |           |                |            |               |               |                          |                      |            |            |            |

Según la Agencia Fides, en 2010 la diócesis contaba con unos 6000 fieles, una quincena de sacerdotes, unas 25 iglesias y varios lugares de culto.

## Episcopologio
- Joseph Hu Jo-shan (Ruoshan), C.M. † (30 de julio de 1926-28 de agosto de 1962 falleció)
  - Sede vacante
  - Antonio Xu Jiwei † (10 de julio de 2010 consagrado-25 de septiembre de 2016 falleció)